# Charity Lake
Charity Lake är en sjö i Kanada.   Den ligger i provinsen British Columbia, i den sydvästra delen av landet, 3 700 km väster om huvudstaden Ottawa. Charity Lake ligger 1 250 meter över havet. Arean är 0,17 kvadratkilometer.
I omgivningarna runt Charity Lake växer i huvudsak barrskog. Runt Charity Lake är det glesbefolkat, med 14 invånare per kvadratkilometer.